# توم كيفن
توم كيفن (بالإنجليزية: Tom Kevin)‏ هو لاعب قذف أيرلندي، ولد في 1927، وتوفي في 19 أكتوبر 2009.